# Kościół Najświętszej Marii Panny w Sanoku
Kościół Najświętszej Marii Panny (łac. Ecclesiae Sanctae Mariae et Hospitali ipsorum) – średniowieczny kościół położony w Sanoku nadany przywilejem księcia Władysława Opolczyka z 27 lutego 1377 zakonowi minorytów ze Lwowa, sprzedany i rozebrany po 1787 roku.

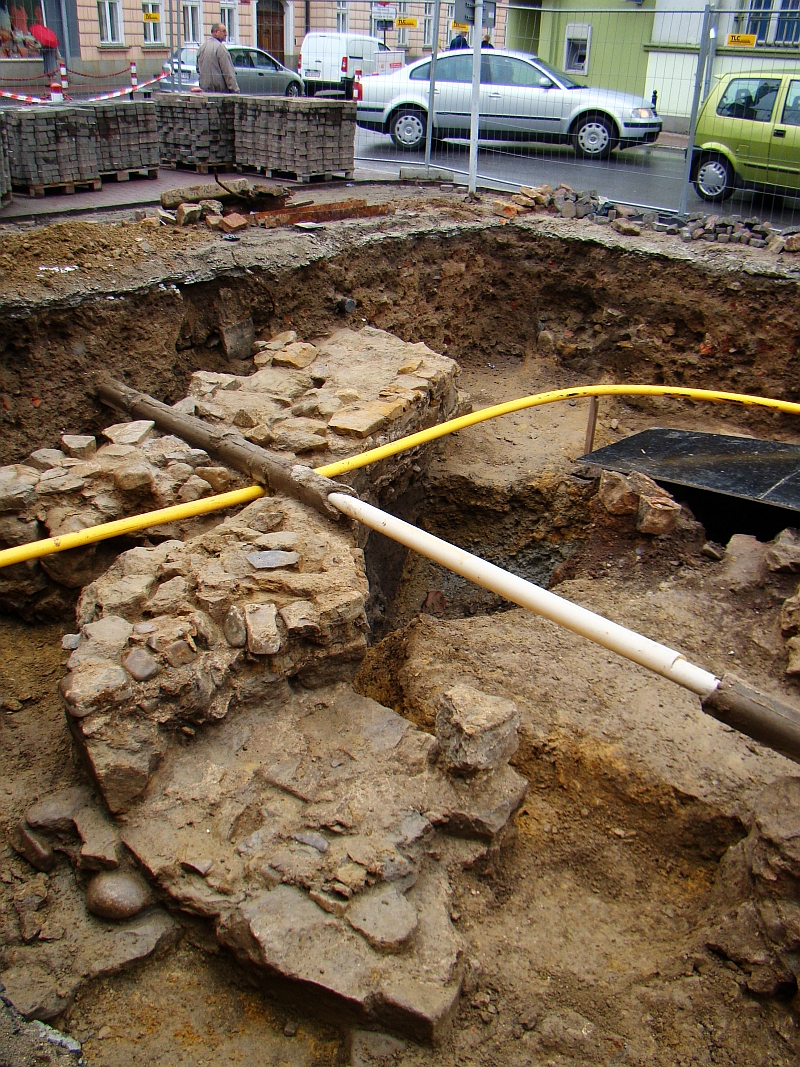
Fragmenty stopy fundamentowej i studni odkryte podczas prac archeologicznych w 2012

## Historia
Budowa świątyni trwała w latach 1372–1376. Dokument książęcy polecał Maciejowi burgrabiemu sanockiemu wyposażenie franciszkanów również w dwór. Oba budynki kościół i dwór były drewniane i znajdowały się poza murami miasta, stanowiącymi obecnie dzielnicę Śródmieście.
W 1384 królowa węgierska Elżbieta Łokietkówna, matka króla Ludwika Węgierskiego, wydała zgodę na przeniesienie się franciszkanów w obręb miasta. W 1485 założony został przez franciszkanów szpital dla ubogich z ich własnym murowanym kościołem pod wezwaniem Marii Panny. Kościół a następnie szpital i kościół położone były za murami miejskimi, blisko Bramy Węgierskiej.
Kalekom i chorym niemającym opieki służył od 1485 również szpital, usytuowany tuż za granicą lokacyjnego miasta. W tym właśnie roku król Kazimierz IV Jagiellończyk zatwierdził dokonaną przez ks. Piotra Bala z Nowotańca, kustosza przemyskiego i pisarza królewskiego fundację dla ubogich i kalek z prepozyturą tegoż szpitala przy kościele NP Marii i uposażył go w dotacje. Uposażeniem tego szpitala był również kościół w Trepczy. Ten drewniany klasztor i kościół spłonął w 1606. W latach 1632–1640 wzniesiony został nowy kościół i klasztor.
Kościół Najświętszej Marii Panny po likwidacji fundacji szpitalnej został wystawiony przez Gubernium Krajowe w 1787 na licytację i rozebrany. W 1795 Katarzyna Łobarzewska zakupiła przykościelny plac razem ze znajdującym się na nim budynkiem i powierzyła go Janowi de Hanke, z tym warunkiem, „że ma stanowić raz na zawsze własność funduszu szpitalnego”. Grunty szpitalne znajdowały się między ówczesną ul. Leską i Rymanowską w okolicy dzisiejszej kamienicy Ramerówka, przy ulicy Grzegorza z Sanoka. Na austriackim planie Sanoka z 1841 obiekt ten nosi nazwę Civil Spital, a na budowlanym planie sytuacyjnym Sanoka z 1880 kwartał ten określono jako Plac Marii Panny. Jeszcze na początku XX wieku miejsce po świątyni między ulicą Grzegorza z Sanoka i ulicą Tadeusza Kościuszki zwane było Placem Marii. Ostatni publiczny ośrodek zdrowia funkcjonował w tym miejscu w kamienicy przy ul. Grzegorza nr 3 - do końca lat 70. XX wieku.
Podczas prac przy budowie kanału w lipcu 1895 w okolicach miejsca po dawnym kościele robotnicy natrafili na szczątki ludzkie. Przy budowie kanału na ulicy Grzegorza z Sanoka obok magazynu augmentacyjnego 45 Pułku Piechoty w maju 1912 ponownie odkryto kości ludzkie. W latach 1935–1936 w miejscu dawnego kościoła odkryto szczątki ludzkie, które pochowano na cmentarzu w Sanoku.
We wrześniu 2012 rozpoczęto badania archeologiczne przed Klubem „Górnika”, podczas których odsłonięto fragmenty gotyckich murów, studnię oraz pochówki. W sierpniu 2013 na Cmentarzu Południowym w Sanoku dokonano zbiorowego pochówku szczątków ludzkich wydobytych w czasie wykopalisk w miejscu kościoła oraz odnalezionych podczas prac archeologicznych w innych miejscach Sanoka.
W miejscu, gdzie częściowo stał kościół wybudowano ulicę Grzegorza z Sanoka, po jednej stronie  w latach 1935–1937 wybudowano budynek przy ul. Tadeusza Kościuszki 4 (mieszczący instytucje bankowe), a po drugiej kamienicę Ramerówka, przy której w 1905 utworzono skwer Plac Marii, który się nie zachował.